# Българска дългова криза (1973 – 1978)
Българската дългова криза от 1973 – 1978 година е дългова криза, поставила Народна република България пред значителен риск да не може да обслужва своя държавен дълг.
Първопричина за кризата е Петролната криза от 1970 – 1974 г. (с няколкократно повишение на цените на нефта), която предизвиква световна рецесия, като ограничава българския износ и така намалява валутните потъпления.
Страната временно е защитена от скока на цените на нефта, внасяйки съветски нефт на цени, по-ниски от пазарните, доколкото в рамките на СИВ годишните цени се образуват като средно претеглени от цените за последните 5 години на световните пазари. Цените на внасяния в НРБ нефт се покачват по-бавно в сравнение със световните цени, но българското правителство не успява да използва преходния период, за да адаптира икономиката към новите условия. Опасявайки се от недоволство в обществото, то се отказва от икономически реформи и се ориентира към взимане на кредити, главно от западни банки.
Външният дълг на НРБ за 2 години нараства 6 пъти. Към 1977 г. достига критични нива и чуждестранните и международните банки отказват да отпускат нови кредити на България.
Правителството реагира, като ограничава инвестициите, взема мерки за намаляване на вноса и създава специална валутна комисия, оглавена лично от председателя на Държавния съвет Тодор Живков. Тези мерки имат ограничен ефект и до изход от кризата се стига едва след личната среща на Живков със съветския партиен лидер и държавен ръководител Леонид Брежнев в Ялта през лятото на 1978 година. СССР разсрочва българския дълг, отпуска нови кредити, увеличава доставяните на занижени цени количества нефт и изплаща пряка финансова помощ в размер на 400 милиона преводни рубли.
За справяне с дълговата криза са предприети икономически реформи в НРБ чрез въвеждане на така наречения Нов икономически механизъм.